# Colom verdós waalia
El colom verdós waalia (Treron waalia) és una espècie d'ocell de la família dels colúmbids (Columbidae) que habita sabanes i boscos poc densos de l'Àfrica Subsahariana, principalment al nord de l'Equador, des del sud de Mauritània, Senegal i Gàmbia, cap a l'est fins a Eritrea i el nord de Somàlia, i a l'Àfrica oriental cap al sud fins al nord d'Uganda i les zones limítrofes del nord-oest de la República Democràtica del Congo i nord-oest de Kenya. També a l'illa de Socotra i el sud-oest de la Península Aràbiga.